# Лернаовіт (Гегаркунік)
Лернаовіт (вірм. Լեռնահովիտ) — село в марзі Гегаркунік, на сході Вірменії. Село розташоване на південь від міста Мартуні та на північ від міста Єхегнадзор. Село підпорядковується сільраді села Геховіт.